# Abele Ambrosini
Abele Ambrosini (Cercino, 11 febbraio 1915 – Cefalonia, 21 settembre 1943) è stato un militare italiano.

## Biografia
Nato nel piccolo paesino montano di Cercino (provincia di Sondrio), in Valtellina, Abele Ambrosini compì i propri studi dapprima a Morbegno e poi a Sondrio ove conseguì il diploma di geometra nel 1936.
Deciso a intraprendere la carriera militare, nel 1937 venne ammesso quale membro del corso allievi ufficiali dell'arma d'artiglieria e nel 1938 venne assegnato all'VIII reggimento di artiglieria, dove venne promosso sottotenente il 1º ottobre di quello stesso anno. Richiamato alle armi il 15 agosto 1939, venne assegnato alla divisione Acqui, prendendo parte alla campagna d'Albania per poi passare in Grecia. Al momento dell'armistizio si trovava a Cefalonia come tenente del 33º Reggimento di artiglieria della Divisione "Acqui". Catturato dai tedeschi durante un combattimento, Ambrosini fu passato per le armi.
Gli è stata conferita la Medaglia d'oro al valor militare alla memoria ed il paese natio gli ha dedicato la piazza principale.
Viene ricordato con un cenotafio sulla tomba dei genitori all'ingresso del cimitero di Nuova Olonio, frazione di Dubino che gli ha anche dedicato una via.